# Ильмень (Аркадакский район)
Ильмень — деревня в Аркадакском районе, Саратовской области, России.
Деревня входит в состав Малиновского сельского поселения.

## География
Близлежащие населённые пункты: село Ольшанка и город Аркадак.
Через деревню протекает река Ольшанка, которая через два километра после впадает в Хопёр.

## Происхождение названия деревни
Слово «Ильмень» означает «прибрежное озеро-старица, обособленное от речных меженных вод». Возможно, название деревни объясняется характером долины Хопра, в пойме которого немало стариц.

## Население
| 2002 | 2010 |
| ---- | ---- |
| 232  | ↗233 |

## Уличная сеть
В деревне три улицы;Лесная, Приовражная, Центральная.

## История
В 1942-44 гг. во время эвакуации здесь жил и начал учиться в школе Репин Владислав Георгиевич (1934—2011), выдающийся учёный, главный конструктор, создатель отечественной стратегической системы ракетно-космической обороны.
На землях д. Ильмень был образовался колхоз «14 лет РККА». В 1951 году колхоз по программе укрепления колхозов примкнул к колхозу имени Чкалова.

## Источник
"Топонимический словарь Саратовской области", С.Б. Козинец